# Skiljeklausul
En skiljeklausul kan skrivas in i avtal för att ange att eventuella tvister mellan parterna som grundar sig i avtalet skall prövas av skiljenämnd/skiljedomstol istället för i allmän domstol. Skiljeklausuler är mycket vanliga i större kommersiella avtal och standardavtal. I Sverige anses skiljeklausuler i konsumentavtal generellt kunna jämkas med 36 § Avtalslagen på grund av de stora kostnader det innebär att genomföra ett skiljeförfarande.
Kring skiljeklausuler har det utbildats något som kallas för separabilitetsdoktrinen. Denna innebär att skiljeklausulen ses som ett eget avtal fristående från resten av avtalet och att klausulen kan ha fortsatt giltighet även när grundavtalet ifrågasätts. Den praktiska betydelsen av detta är att även frågan om avtalet över huvud taget är giltigt mellan parterna skall prövas av skiljenämnd. Skiljenämnder ges alltså möjligheten att pröva sin egen behörighet att sluta tvisten.